# Carel Reyniersz
Carel Reyniersz ( Ámsterdam, 1604-Yakarta, 19 de mayo de 1653) fue gobernador general de las Indias Orientales Neerlandesas desde 1650 hasta 1653.

## Biografía
Reyniersz (o Reiniersz) nació en Ámsterdam en 1604 (o quizás 1602). Partió hacia las Indias Orientales en 1627 como opperkoopman del Coromandel holandés (Karnataka). Fue ascendido a gobernador de la costa de Coromandel en 1635, a pesar de que había sido acusado de participar  en el comercio privado/personal (prohibido). En 1636 se convirtió en Consejero extraordinario (Raad extra-ordinair) del Consejo Holandés de Indias . Regresó a Ámsterdam como almirante de la flota que regresaba en 1638 y se estableció allí como comerciante. Sin embargo, perdió toda su fortuna, por lo que se fue de nuevo, esta vez a bordo del Salamander, hacia la India el 24 de abril de 1645. Llegó allí el 3 de diciembre de 1645. Al año siguiente, 1646, se convirtió en Consejero de Indias.
Su tarea asignada era llevar a cabo una nueva política en las Indias Orientales. Lo más importante, fue, en la medida de lo posible, eliminar las fuentes de competencia. Debía tomar medidas estrictas contra el comercio privado y hacer frente a la producción excesiva de especias mediante la tala de árboles. Reinier se apegó estrictamente a esta política, lo que provocó muchos conflictos en Ceram del Oeste, donde la población no aceptaba la destrucción de sus plantaciones. Hasta 1658 no se pacificó la zona.
Cuatro años después de que Reyniersz se convirtiera en Consejero, el gobernador general Cornelis van der Lijn recibió una baja honorable (sic) y el 26 de abril de 1650, Reyniersz fue nombrado su sucesor, una tarea que esperaba con mucha ilusión. Cuatro años después fue despedido. A los gobernadores de la compañía no les agradó la debilidad de su gobierno. Todavía se conserva en Países Bajos su carta de despido. Indica que fue despedido por no haber podido cumplir con las funciones de su cargo, en particular el mantenimiento de la paz. La carta nunca fue enviada, porque Reynier ya había escrito a los Diecisiete Lores (Heren XVII) pidiendo ser relevado de su cargo por motivos de salud. Esta carta llegó justo antes de que se enviara su carta de despido. Los Diecisiete Lores aceptaron de buen grado su solicitud, aunque murió antes de que le llegara la respuesta, en la noche del 18 al 19 de mayo de 1653. Fue enterrado en Batavia, Indias Orientales Holandesas y fue sucedido como gobernador general por Joan Maetsuycker .